# Franz Heinrich Rumschöttel
Franz Heinrich Rumschöttel (geboren am 12. Januar 1795 in Minden; gestorben am 8. Oktober 1853 in Köln) war ein preußischer Landrat des Kreises Prüm und des Kreises Gladbach.

## Leben
Der Protestant Franz Heinrich Rumschöttel war der Sohn des Regierungssekretärs Johann Conrad Rumschöttel und dessen Ehefrau Maria Christina Rumschöttel, geborene Weiskamp. Nach Ableistung seines Wehrdienstes von 1813 bis 1815, als Premier-Leutnant und Kompaniechef, trat er am 11. Juli 1816 als Regierungssekretär bei der Königlich Preußischen Regierung in Trier in den preußischen Verwaltungsdienst ein. Nach Franz Josef Faas soll Rumschöttel bereits 1832 den Kreis St. Wendel kommissarisch geleitet haben, der aber erst 1835 preußisch wurde. Weiter nennt Faas einen Regierungssekretär Rumschöttel, der 1833 in Trier Rendant der Filial-Brandkassen war. Als Regierungssekretär an der Regierung in Trier wird hiernach ein Heinrich Rumschöttel jr. in den Jahren 1820 bis 1833 erwähnt.
Als der bisherige Prümer Landrat Georg Bärsch zum 1. Januar 1835 unter Ernennung zum Regierungsrat an die Regierung in Trier wechselte, beauftragte diese Rumschöttel am 19. Dezember 1834 kommissarisch mit der Verwaltung des Kreises, die er bis August 1835 versah, als Conrad Moritz zum neuen Landrat berufen wurde. Nach Trier zurückkehrend dort zum 1. Januar 1840 zum Direktor des Landarmenhauses ernannt, war er 1849 daselbst Forstkassenrendant, ehe er zum 11. Februar 1850 in der Nachfolge von Joseph Anton von der Straeten kommissarisch als Landrat in Gladbach eingesetzt wurde. Rumschöttel starb im Dienst 1853 in Köln im Haus Plankgasse 21, sein Tod wurde von seinem 61-jährigen Schwager Ferdinand Sell, Provinzial-Steuer-Sekretär in Köln und dessen 27-jährigem Sohn Heinrich, Notariatskandidat daselbst angezeigt.
Rumschöttel gehörte 1810 zu den ersten Schülern von Friedrich Ludwig Jahn unter dessen Regie er auch auf der Hasenheide bei Berlin die Eröffnung des ersten Turnplatzes miterlebte. Nach seiner Ankunft in Trier stand er dort von 1817 bis 1820 als Gründungsmitglied der ersten Turnergemeinde vor. 1820 nahm die Obrigkeit schließlich Ermittlungen wegen des Verdachts der Beteiligung an einer staatsgefährdenden Verbindung gegen ihn auf, die zu einer befristeten Kündigung führten, 1822 aber trotz nicht ausgeräumter Verdachtsmomente eingestellt wurden. Der „Regierungssekretär und spätere Direktor des Landarmenhauses H. Rumschöttel“ erteilte von 1836 bis 1850, in welchem Jahr er als Landrat nach Gladbach versetzt wurde, den Turnunterricht am Gymnasium zu Trier. Die letztlich bis in die 1840er Jahre weitergeführten Bespitzelungen standen seinem beruflichen Fortkommen dabei vermutlich nachhaltig im Wege.
Während Rumschöttel in Trier der Freimaurerloge angehörte, ernannte ihn in Gladbach der dortige Turnverein zu seinem Ehrenmitglied. In den Jahren 1851 und 1852 gelang es ihm, diesen bei polizeibehördlichen Ermittlungen mittels Gutachten seiner Dienststelle politisch zu entlasten.

### Familie
Rumschöttel heiratete am 4. Februar 1826 in Mülheim an der Mosel Wilhelmina Friderica Henriette Christina Theodora Emme Ludvici (geboren am 26. März 1808 in Mülheim an der Mosel; gestorben am 8. Juli 1887 in Koblenz), eine Tochter des Pfarrers Wilhelm Heinrich Theodor Ludovici und dessen Ehefrau Wilhelmina Friderica Ludovici, geborene Bantzer.